# Окпала, Кей Зи
Чикези «Кей Зи» Окпала (англ. Chikezie "KZ" Okpala; род. 28 апреля 1999, Анахайм, Калифорния) — нигерийский и американский профессиональный баскетболист, в последний раз выступавший за клуб НБА «Сакраменто Кингз».

## Профессиональная карьера

### Майами Хит (2019—2022)
На драфте НБА 2019 года Окпала был выбран под 32-м номером клубом «Финикс Санз» и сразу же был обменян в «Майами Хит». 7 июля 2019 года «Хит» подписали контракт с Окпалой. Он сыграл в первых двух из четырёх матчей в сезоне, однако затем пропустил 19 игр из-за проблем с ахиллом. В декабре 2019 года Окпала был переведён в фарм-клуб «Майми» в Джи-Лиге «Су-Фолс Скайфорс».
1 августа 2021 года Окпала сыграл за «Майами» в Летней лиге.
9 февраля 2022 года Окпала был обменян в «Оклахома-Сити Тандер» за пик второго раунда драфта 2026 года. Через два дня он был отчислен.

### Сакраменто Кингз (2022—2023)
14 сентября 2022 года Окпала подписал контракт с командой «Сакраменто Кингз». 25 февраля 2023 года Окпала был отчислен.

## Статистика

### Статистика в НБА
| Сезон                                                                                    | Команда    | Регулярный сезон | Регулярный сезон | Регулярный сезон | Регулярный сезон | Регулярный сезон | Регулярный сезон | Регулярный сезон | Регулярный сезон | Регулярный сезон | Регулярный сезон | Регулярный сезон | Серия плей-офф | Серия плей-офф | Серия плей-офф | Серия плей-офф | Серия плей-офф | Серия плей-офф | Серия плей-офф | Серия плей-офф | Серия плей-офф | Серия плей-офф | Серия плей-офф |
| Сезон                                                                                    | Команда    | GP               | GS               | MPG              | FG%              | 3P%              | FT%              | RPG              | APG              | SPG              | BPG              | PPG              | GP             | GS             | MPG            | FG%            | 3P%            | FT%            | RPG            | APG            | SPG            | BPG            | PPG            |
| ---------------------------------------------------------------------------------------- | ---------- | ---------------- | ---------------- | ---------------- | ---------------- | ---------------- | ---------------- | ---------------- | ---------------- | ---------------- | ---------------- | ---------------- | -------------- | -------------- | -------------- | -------------- | -------------- | -------------- | -------------- | -------------- | -------------- | -------------- | -------------- |
| 2019/20                                                                                  | Майами     | 5                | 0                | 5,2              | 60,0             | 0,0              | 50,0             | 1,0              | 0,2              | 0,4              | 0,2              | 1,4              | Не участвовал  | Не участвовал  | Не участвовал  | Не участвовал  | Не участвовал  | Не участвовал  | Не участвовал  | Не участвовал  | Не участвовал  | Не участвовал  | Не участвовал  |
| 2020/21                                                                                  | Майами     | 37               | 9                | 12,1             | 37,5             | 24,0             | 53,3             | 1,8              | 0,5              | 0,3              | 0,3              | 2,5              | 2              | 0              | 2,9            | 0,0            | 0,0            | -              | 0,0            | 0,0            | 0,0            | 0,0            | 0,0            |
| 2021/22                                                                                  | Майами     | 21               | 0                | 11,6             | 43,5             | 34,6             | 72,7             | 2,0              | 0,7              | 0,2              | 0,3              | 3,7              | Не участвовал  | Не участвовал  | Не участвовал  | Не участвовал  | Не участвовал  | Не участвовал  | Не участвовал  | Не участвовал  | Не участвовал  | Не участвовал  | Не участвовал  |
| 2022/23                                                                                  | Сакраменто | 35               | 3                | 7,1              | 42,1             | 33,3             | 87,5             | 1,0              | 0,4              | 0,2              | 0,2              | 1,3              | Не участвовал  | Не участвовал  | Не участвовал  | Не участвовал  | Не участвовал  | Не участвовал  | Не участвовал  | Не участвовал  | Не участвовал  | Не участвовал  | Не участвовал  |
|                                                                                          | Всего      | 98               | 12               | 9,8              | 40,9             | 28,6             | 66,7             | 1,5              | 0,5              | 0,2              | 0,3              | 2,3              | 2              | 0              | 2,9            | 0,0            | 0,0            | -              | 0,0            | 0,0            | 0,0            | 0,0            | 0,0            |
| Наведите курсор мыши на аббревиатуры в заголовке таблицы, чтобы прочесть их расшифровку. |            |                  |                  |                  |                  |                  |                  |                  |                  |                  |                  |                  |                |                |                |                |                |                |                |                |                |                |                |

### Статистика в Джи-Лиге
| Сезон                                                                                    | Команда          | Регулярный сезон | Регулярный сезон | Регулярный сезон | Регулярный сезон | Регулярный сезон | Регулярный сезон | Регулярный сезон | Регулярный сезон | Регулярный сезон | Регулярный сезон | Регулярный сезон | Серия плей-офф | Серия плей-офф | Серия плей-офф | Серия плей-офф | Серия плей-офф | Серия плей-офф | Серия плей-офф | Серия плей-офф | Серия плей-офф | Серия плей-офф | Серия плей-офф |
| Сезон                                                                                    | Команда          | GP               | GS               | MPG              | FG%              | 3P%              | FT%              | RPG              | APG              | SPG              | BPG              | PPG              | GP             | GS             | MPG            | FG%            | 3P%            | FT%            | RPG            | APG            | SPG            | BPG            | PPG            |
| ---------------------------------------------------------------------------------------- | ---------------- | ---------------- | ---------------- | ---------------- | ---------------- | ---------------- | ---------------- | ---------------- | ---------------- | ---------------- | ---------------- | ---------------- | -------------- | -------------- | -------------- | -------------- | -------------- | -------------- | -------------- | -------------- | -------------- | -------------- | -------------- |
| 2019/20                                                                                  | Су-Фолс Скайфорс | 20               | 20               | 28,6             | 36,8             | 28,2             | 63,5             | 7,2              | 2,1              | 1,3              | 1,1              | 11,7             | Не участвовал  | Не участвовал  | Не участвовал  | Не участвовал  | Не участвовал  | Не участвовал  | Не участвовал  | Не участвовал  | Не участвовал  | Не участвовал  | Не участвовал  |
| 2022/23                                                                                  | Стоктон Кингз    | 2                | 1                | 28,9             | 25,0             | 0,0              | 66,7             | 5,0              | 1,5              | 0,5              | 0,0              | 6,0              | Не участвовал  | Не участвовал  | Не участвовал  | Не участвовал  | Не участвовал  | Не участвовал  | Не участвовал  | Не участвовал  | Не участвовал  | Не участвовал  | Не участвовал  |
|                                                                                          | Всего            | 22               | 21               | 28,6             | 35,9             | 25,6             | 63,6             | 7,0              | 2,0              | 1,2              | 1,0              | 11,1             | Не участвовал  | Не участвовал  | Не участвовал  | Не участвовал  | Не участвовал  | Не участвовал  | Не участвовал  | Не участвовал  | Не участвовал  | Не участвовал  | Не участвовал  |
| Наведите курсор мыши на аббревиатуры в заголовке таблицы, чтобы прочесть их расшифровку. |                  |                  |                  |                  |                  |                  |                  |                  |                  |                  |                  |                  |                |                |                |                |                |                |                |                |                |                |                |

### Статистика в NCAA
| Сезон | Команда  | Conf   | Class | GP | GS | MPG  | FG%  | 3P%  | FT%  | RPG | APG | SPG | BPG | PPG  |
| --- | -------- | ------ | ----- | -- | -- | ---- | ---- | ---- | ---- | --- | --- | --- | --- | ---- |
| 2017/18 | Стэнфорд | Pac-12 | FR    | 23 | 21 | 28,5 | 39,3 | 22,6 | 67,9 | 3,7 | 1,8 | 1,0 | 0,6 | 10,0 |
| 2018/19 | Стэнфорд | Pac-12 | SO    | 29 | 29 | 32,7 | 46,3 | 36,8 | 67,1 | 5,7 | 2,0 | 1,0 | 0,5 | 16,8 |
| Всего | Всего    | Всего  | Всего | 52 | 50 | 30,8 | 43,9 | 33,1 | 67,4 | 4,8 | 1,9 | 1,0 | 0,5 | 13,8 |
| Наведите курсор мыши на аббревиатуры в заголовке таблицы, чтобы прочесть их расшифровку Статистика приведена с сайта sports-reference.com |          |        |       |    |    |      |      |      |      |     |     |     |     |      |